# 小高鰭刺尾魚
小高鰭刺尾魚（学名：Zebrasoma scopas），又稱小高鰭刺尾鯛，俗名黑三角倒吊、褐三角倒吊，是輻鰭魚綱鱸形目刺尾魚亞目刺尾鱼科的一種，於1829年首次被法國動物學家Georges Cuvier正式描述為Acanthurus scopas，其模式產地為印度尼西亞班達群島的Banda Neira。

## 分布
本魚分布於印度太平洋區，包括東非、紅海、馬達加斯加、模里西斯、留尼旺、葛摩、塞席爾、馬爾地夫、斯里蘭卡、安達曼群島、印度、日本、中國沿海、台灣、菲律賓、馬來西亞、印尼、新幾內亞、泰國、澳洲、豪勳爵島、聖誕島、新喀里多尼亞、馬里亞納群島、馬紹爾群島、帛琉、密克羅尼西亞、索羅門群島、斐濟群島、萬那杜、諾魯、夏威夷群島法屬玻里尼西亞、吉里巴斯、吐瓦魯、復活節島、東加、美屬薩摩亞等海域。

## 深度
水深1至60公尺。

## 特徵
本魚體呈卵圓形而側扁。口小，端位，上下頜齒較大，齒固定不可動，扁平，邊緣具缺刻。頭部白色，體為深橄欖棕色到幾乎全黑，除胸鰭具有明顯的橘紅色軟條及暗色邊緣紋外，其餘鰭條均為暗橄欖色。體側中央部分有一道黃色平行縱條紋。幼魚期，魚體佈滿窄的垂直白色斑紋。背鰭硬棘4至5枚、背鰭軟條23至25枚、臀鰭硬棘3枚、臀鰭軟條19至21枚。體長可達20公分。

## 生態
本魚喜棲息於有隱蔽處所的珊瑚礁茂盛區，常單獨或三兩成群活動。繁殖配對時可能是一對一，也可能為群體進行。為藻食性。

## 經濟利用
因造型極體色鮮艷是受歡迎的水族觀賞魚類，也可食用。可做豆腐味噌湯。尾柄棘會傷人，須注意。